# Rio Kushiro
O rio Kushiro (釧路川, Kushiro-gawa) é um rio na ilha de Hokkaido, no Japão.